# Microgaster ruandana
Microgaster ruandana är en stekelart som beskrevs av De Saeger 1944. Microgaster ruandana ingår i släktet Microgaster och familjen bracksteklar. Inga underarter finns listade i Catalogue of Life.